# Georges Faudet
Georges Faudet (París, 16 de desembre de 1901 - Saint-Maur-des-Fossés, 21 de juliol de 1970) va ser un ciclista francès que fou professional del 1925 fins al 1935. Es va especialitzar en el ciclisme en pista.

## Palmarès
- 1926
  - 1r al GP Goullet-Fogler de Madison (amb Alfred Letourneur)
- 1928
  - 1r als Sis dies de Marsella (amb Gabriel Marcillac)